# كاندي براون
كاندي براون (بالإنجليزية: Candy Brown)‏ هي مصممة رقص وممثلة أمريكية، ولدت في 19 أغسطس 1958 بأتلانتا في الولايات المتحدة. من الجوائز التي نالتها Locarno Film Festival ‏ سنة 2001.

## أعمال

### أفلام
- (2001) علي[5]

## جوائز
- Locarno Film Festival [الإنجليزية]‏ (2001)

## وصلات خارجية
- كاندي براون على موقع IMDb (الإنجليزية)
- كاندي براون على موقع قاعدة بيانات برودواي على الإنترنت (الإنجليزية)
- كاندي براون على موقع قاعدة بيانات الفيلم (الإنجليزية)